# نیژنیه آبسالیاموو
نیژنیه آبسالیاموو (انگلیسی: Nizhneye Absalyamovo) یک شهرک در شهرستان دووانسکی در استان باشقیرستان کشور روسیه است.